# Louizatoren

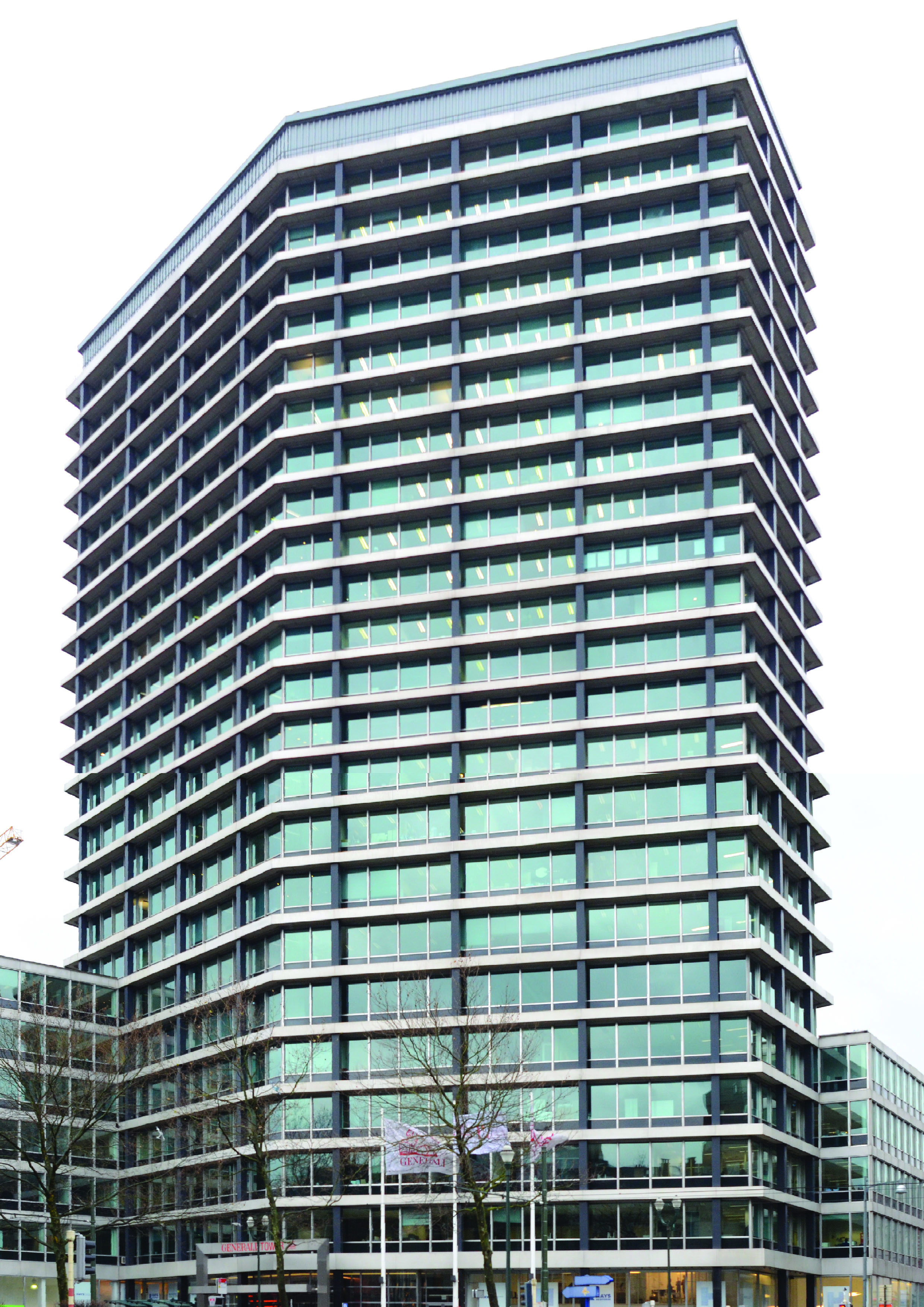
Generalitoren

De Louizatoren of Generalitoren is een kantoorgebouw gelegen langs de Louizalaan in Brussel.
Het ontwerp is van de broers-architecten André en Jean Polak. Het werd opgetrokken 1964 tot 1966 in opdracht van de verzekeringsmaatschappij Assurances générales de Trieste, tegenwoordig  Generali, en haar dochtermaatschappij De Nederlanden van 1870.
De toren heeft een hoogte van 84 meter en telt 24 verdiepingen. Daarmee was het een van de eerste gebouwen in Brussel dat hoger was dan 80 meter.